# Pär Johnson
Pär Johnson född 16 juli 1963, är en svensk politiker och föreningsaktiv. Han är aktiv inom Liberalerna och har uppdrag på såväl kommunal nivå i Lidköpings kommun som regional nivå i Västra Götalands län.

## Politisk karriär
Pär Johnsons politiska engagemang började på 2000-talet, och han har sedan dess innehaft flera ledande positioner. Han var kommunalråd i Lidköpings kommun 2022–2025. Han har varit en aktiv politiker för att bevara akutsjukhuset i Lidköping innan det stängdes. Han har även varit ordförande i flera kommunala bolag och styrelser. 
Johnson är ledamot i regionfullmäktige i Västra Götalandsregionen sedan valet 2018 och blev åter vald till ledamot i valet 2022. Han har ett antal uppdrag i Lidköpings kommun och Västra Götalands län.